# Unlimited Touch
Unlimited Touch est un groupe de R&B/post-disco américain originaire de Brooklyn, connu pour son tube I Hear Music in the Streets publié chez Prelude Records. 

## Membres
- Galen Underwood : clavier et choriste
- Samuel Anderson : bassiste et choriste
- Tony Cintron : batterie
- Philip Hamilton : guitare
- Audrey Wheeler : chanteuse
- Stephanie James : chanteuse

## Discographie

### Singles
- 1980 : I Hear Music in the Streets
- 1981 : Searching to Find the One

### Albums studio
- 1981 : Unlimited Touch
- 1983 : Yes, We're Ready

### Album de compilation
- 1993 : Searching to Find the One